# Elizabeth Henstridge
Elizabeth Frances Henstridge (Sheffield, Inglaterra, 11 de setembro de 1987) é uma atriz britânica. Atualmente interpreta Jemma Simmons na série Agents of S.H.I.E.L.D. da ABC desde que estreou em 2013.

## Vida e carreira
Henstridge nasceu em Sheffield, Inglaterra. Estudou em Meadowhead e, em seguida, na Escola de Línguas de King Edward VII. Formou-se na Universidade de Birmingham e estudou na East 15 Acting School, e mais tarde mudou-se para Los Angeles. Em 2012 ela participou do elenco do episódio piloto da série Shelter do canal The CW, e co-estrelou nos filmes The Thompsons, Gangs of Tooting Broadway, e Reach Me. Na televisão britânica, ela participal de uma ópera intitulada Hollyoaks onde interpretou o papel de Emily Alexander em 2011.
Em novembro de 2012, Henstridge foi escalada para interpretar a agente Jemma Simmons, uma personagem regular na série da Agents of S.H.I.E.L.D.. O show foi lançado oficialmente em 10 de maio de 2013, e estreou na rede televisão ABC no dia 24 de setembro de 2013.

## Filmografia
| Filmes | Filmes                     | Filmes              | Filmes         |
| Ano    | Título                     | Papel               | Notas          |
| ------ | -------------------------- | ------------------- | -------------- |
| 2010   | Easy Under the Apple Bough | Filha do Fazendeiro | Curta-metragem |
| 2011   | And the Kid                | Kid                 | Curta-metragem |
| 2012   | The Thompsons              | Riley Stuart        |                |
| 2013   | Gangs of Tooting Broadway  | Kate                |                |
| 2013   | Delicacy                   | A Virgem            | Curta-metragem |
| 2014   | Reach Me                   | Eve                 |                |
| 2016   | Wolves at the Door         | Abigail Folger      |                |

| Televisão  | Televisão                             | Televisão       | Televisão         |
| Ano        | Título                                | Papel           | Notas             |
| ---------- | ------------------------------------- | --------------- | ----------------- |
| 2011       | Hollyoaks                             | Emily Alexander | 2 episódios       |
| 2012       | Shelter                               | Grace           | Piloto            |
| 2013-2020  | Agents of S.H.I.E.L.D.                | Jemma Simmons   | 119 episódios     |
| 2014       | Film School Shorts                    | A Virgem        | 1 episódio        |
| 2015; 2017 | Penn Zero: Part-Time Hero             | Princesa        | 3 episódios (Voz) |
| 2016       | Ultimate Spider-Man vs The Sinister 6 | Jemma Simmons   | 1 episódio (Voz)  |
| 2016       | Agents of S.H.I.E.L.D.: Slingshot     | Jemma Simmons   | 1 episódio        |
| 2019       | Christmas at the Plaza                | Jessica         | Telefilme         |
| 2022       | Suspicion                             | Tara McAllister | 8 episódios       |